# Aksiutowo
Aksiutowo (biał. Аксю́тава; ros. Аксютово) – wieś na Białorusi, w obwodzie witebskim, w rejonie brasławskim, w sielsowiecie Dalekie.

## Historia
W dwudziestoleciu międzywojennym wieś leżała w Polsce, w województwie nowogródzkim (od 1926 w województwie wileńskim), w powiecie dziśnieńskim (od 1926 w powiecie brasławskim), w gminie Bohiń.
Według Powszechnego Spisu Ludności z 1921 roku wieś zamieszkiwało 185 osób, 130 było wyznania rzymskokatolickiego, 32 prawosławnego a 23 mojżeszowego. Jednocześnie 182 mieszkańców zadeklarowało białoruską przynależność narodową a 3 rosyjską. Były tu 34 budynki mieszkalne. W 1931 w 36 domach zamieszkiwały 177 osób.
Miejscowość należała do parafii rzymskokatolickiej w m. Dalekie i parafii prawosławnej w Zamoszach. Podlegała pod Sąd Grodzki w Opsie i Okręgowy w Wilnie; właściwy urząd pocztowy mieścił się w m. Bohiń.
W wyniku napaści ZSRR na Polskę we wrześniu 1939 miejscowość znalazła się pod okupacją sowiecką. Od czerwca 1941 roku pod okupacją niemiecką. W 1944 miejscowość została ponownie zajęta przez wojska sowieckie i włączona do Białoruskiej SRR.
Od 1991 w składzie niepodległej Białorusi.